# 화석숙신공주
화석숙신공주(중국어: 和碩淑愼公主, 1708년 - 1784년)는 폐태자 윤잉의 6녀로, 청나라에서 몽골로 시집간 공주지만, 처음으로 경성에 사는 공주가 되었다.

## 생애
강희 47년 정월 2일 축시에 태어나, 보국공 홍선의 친누나로, 생모는 측복진 당씨이다. 옹정 조년에 궁중에서 키웠다. 옹정 4년 (1726년) 12월, 코르친 박이제길특씨 이번원 액외시랑 관음보에게 하가해, 화석숙신공주(mergen ginggun hooi gungju)로 봉해졌다. 옹정 7년 (1729년) 12월 12일, 내무부에 일러, 화석화혜공주의 혼사는 화석숙신공주의 혼례에 따르게 했다. 이로써, 숙신공주가 액부 관음보에게 하가할 때, 삼반란을 일으켜 일가를 몰수하고 여아 10인 10호를 몰수하고, 입관하여 남겨둔 삼등장 1칸과 반분장 1칸을 혼인으로 삼았다는 것을 알 수 있다.
화석숙신공주는 청나라 공주들 중 처음으로 몽골인 인척에게 하가했지만, 경성에 살게 된 공주이다. 건륭 36년, 숭경황태후 팔순만수축제 때, 숙신화석공주는 <여의 1개, 손난로 1개, 소파호 2개, 비연호 1개, 연지일갑, 궁분일갑>을 하사받았다. 건륭 37년 8월 16일, 화석숙신공주의 딸 순군왕복진과 숙신공주의 어머니를 뵈러 당일, 창춘원에 왔다. 순군왕 영장이 건륭 25년에 세상을 떠난 후, 삼복진은 줄곧 수강궁과 창춘원에 기거하였다. 건륭 49년 9월 10일, 숙신공주가 향년 77세의 일기로 세상을 떠났다. 내무부 대신 영관이 숙신공주부의 입과 장두를 면의패륵부에 배속시키기 위해 건륭제의 뜻을 전할 것을 요청하였다. 양황기안창관령하인 장사 보주가 공주의 관을 코르친 지방으로 호송하여 장례를 치렀다.